# Muntjaker
Muntjaker (Muntiacus) är ett släkte av däggdjur. Muntiacus ingår i familjen hjortdjur.

## Utseende
Individerna når en kroppslängd (huvud och bål) av 64 till 135 cm, en svanslängd av 6,5 till 24 cm och en vikt mellan 14 och 33 kg. Mankhöjden ligger mellan 40 och 78 cm. Den korta pälsen har allmänt en brun till gulbrun eller gråbrun färg och hos några individer förekommer vita mönster. Horn förekommer bara hos hannar och de fälls vanligen varje år. Hornens längd varierar mellan 1,5 cm till 4 cm, hos Muntiacus atherodes, och 12 till 15 cm hos andra arter. Honor har ofta en tofs på huvudet istället för horn. De övre hörntänderna är förstorade och hos hannar är de ofta synliga utanför den stängda munnen.
Muntiacus vuquangensis är allmänt större än de andra arterna. Här kan hannar uppskattningsvis väga upp till 50 kg och hornen når en maximal längd på 28,5 cm.

## Utbredning och habitat
Arterna förekommer i södra och sydöstra Asien. Utbredningsområdet sträcker sig från Pakistan och södra Kina till Sri Lanka och Bali. Habitatet utgörs främst av skogar men arterna kan anpassa sig till kulturlandskap. I höga bergstrakter saknas de vanligen.

## Ekologi
Individerna kan vara aktiva på dagen och på natten. De lever vanligen ensamma. Ibland syns par eller mindre grupper med upp till fyra medlemmar som troligen är honor med ungar. Dessa hjortdjur är känt för att de skäller när de upptäcker en fiende. Födan utgörs av gräs, blad från låga grenar och nedfallna frukter.
Honor kan para sig flera gånger per år. Efter dräktigheten som varar ungefär 210 dagar föds vanligen en unge. Honor blir könsmogna vid slutet av första levnadsåret och hannar något senare. Med människans vård lever vissa exemplar 19 år.

## Taxonomi
Arter enligt Catalogue of Life:
- Muntiacus atherodes
- Muntiacus crinifrons
- Muntiacus feae
- Muntiacus gongshanensis
- Muntiacus muntjak
- Muntiacus reevesi

Wilson och Reeder (2005) listar ytterligare fem arter i släktet.
- Muntiacus puhoatensis
- Muntiacus putaoensis
- Muntiacus rooseveltorum
- Muntiacus truongsonensis
- Muntiacus vuquangensis, i äldre avhandlingar utgör den ofta ett eget släkte, Megamuntiacus.[3]

Utöver dessa listar IUCN två arter till.
- Muntiacus montanus
- Muntiacus vaginalis